# Pastor Troy
Micha LeVar „Pastor“ Troy (* 18. listopadu 1977) je americký rapper a hudební producent a člen skupiny D.S.G.B.(Down South Georgia Boys).

## Kariéra
Vzhledem k vojenskému cvičení svého otce, vyrůstal v přísné domácnosti.Jeho otec svědomitě respektoval skutečnost, že náboženství a církve jsou v raném věku důležitou součástí života. Ale stejně jako většina mladých lidí ve svém okolí, byl také on konfrontován s životem na ulici.
Je součástí scény z Dirty South. Spolupracoval také v projektech s Lil Jonem. Troy má v současné době smlouvu s Money & Power Records a SMC Records.Patří do skupiny D.S.G.B.

## Diskografie

### Studiová alba
| Rok  | Album                                                                                        | Nejvyšší umístění v hitparádě | Nejvyšší umístění v hitparádě | Nejvyšší umístění v hitparádě | Ocenění |
| Rok  | Album                                                                                        | US 200                        | US Hip-Hop                    | US Rap                        | Ocenění |
| ---- | -------------------------------------------------------------------------------------------- | ----------------------------- | ----------------------------- | ----------------------------- | ------- |
| 2000 | I am D.S.G.B. - Vydáno: 12. září 2000 - Vydavatel: MCA Records                               | -                             | -                             | *                             | US: /   |
| 2001 | Face Off - Vydáno: 22. května 2001 - Vydavatel: Universal, Madd Society                      | 83                            | 13                            | *                             | US: /   |
| 2002 | Universal Soldier - Vydáno: 24. září 2002 - Vydavatel: Universal                             | 13                            | 2                             | *                             | US: /   |
| 2004 | By Any Means Necessary - Vydáno: 23. března 2004 - Vydavatel: Universal, Khaotic Generation  | 30                            | 7                             | *                             | US: /   |
| 2005 | Face Off, Part 2 - Vydáno: 1. března 2005 - Vydavatel: Money & Power Rec.                    | 112                           | 18                            | 8                             | US: /   |
| 2006 | Stay Tru - Vydáno: 18. dubna 2006 - Vydavatel: 845 Rec., SMC Rec.                            | 150                           | 21                            | 12                            | US: /   |
| 2006 | By Choice or by Force - Vydáno: 25. července 2006 - Vydavatel: Koch, Money & Power, Fastlife | 130                           | 13                            | 7                             | US: /   |
| 2007 | Tool Muziq - Vydáno: 3. července 2007 - Vydavatel: Money & Power, SMC Rec.                   | 91                            | 11                            | 4                             | US: /   |
| 2009 | Feel Me or Kill Me - Vydáno: 14. dubna 2009 - Vydavatel: Money & Power, SMC Rec.             | 121                           | 19                            | 8                             | US: /   |

### Nezávislá alba
| Rok  | Album                                                                                           | Nejvyšší umístění v hitparádě | Nejvyšší umístění v hitparádě | Nejvyšší umístění v hitparádě | Ocenění |
| Rok  | Album                                                                                           | US 200                        | US Hip-Hop                    | US Rap                        | Ocenění |
| ---- | ----------------------------------------------------------------------------------------------- | ----------------------------- | ----------------------------- | ----------------------------- | ------- |
| 1999 | We Ready (I Declare War) - Vydáno: 16. března 1999 - Vydavatel: Madd Society, Candy Coated Mng. | —                             | 45                            | *                             | US: /   |
| 2002 | Hell 2 Pay - Vydáno: 2002 - Vydavatel: vydáno jen digitálně                                     | —                             | —                             | *                             | US: /   |
| 2008 | Attitude Adjuster - Vydáno: 19. února 2008 - Vydavatel: Real Talk Ent.                          | 116                           | 15                            | 4                             | US: /   |
| 2008 | A.T.L. (A-Town Legend) - Vydáno: 13. května 2008 - Vydavatel: Sicness Rec.                      | —                             | 38                            | 15                            | US: /   |
| 2008 | TROY - Vydáno: 18. listopadu 2008 - Vydavatel: Madd Society                                     | —                             | 26                            | 10                            | US: /   |
| 2009 | Love Me, Hate Me - Vydáno: 28. července 2009 - Vydavatel: Sicness Rec.                          | —                             | —                             | —                             | US: /   |
| 2009 | Ready for War - Vydáno: 9. června 2009 - Vydavatel: Real Talk Entertainment                     | —                             | 52                            | 25                            | US: /   |
| 2010 | G.I. Troy – Strictly 4 My Soldiers - Vydáno: 16. února 2010 - Vydavatel: Madd Society           | —                             | 87                            | —                             | US: /   |
| 2010 | Zero Tolerence - Vydáno: 25. května 2010 - Vydavatel: BCD Music Group                           | —                             | —                             | —                             | US: /   |
| 2010 | Attitude Adjuster 2 - Vydáno: 15. června 2010 - Vydavatel: Real Talk Ent.                       | —                             | 78                            | —                             | US: /   |
| 2010 | King of All Kings - Vydáno: 3. srpna 2010 - Vydavatel: Madd Society                             | —                             | 64                            | —                             | US: /   |
| 2011 | Still Troy - Vydáno: 15. března 2011 - Vydavatel: Out of Bounds                                 | —                             | —                             | —                             | US: /   |
| 2011 | H.N.I.C. - Vydáno: 5. dubna 2011 - Vydavatel: Sicness Rec.                                      | —                             | —                             | —                             | US: /   |
| 2012 | The Last Outlaw - Vydáno: 19. června 2012 - Vydavatel: Madd Society                             | —                             | —                             | —                             | US: /   |
| 2013 | The Streets Need You - Vydáno: 30. července 2013 - Vydavatel: Madd Society                      | —                             | —                             | —                             | US: /   |
| 2014 | Welcome To The Rap Game - Vydáno: 7. října 2014 - Vydavatel: Madd Society                       | —                             | —                             | —                             | US: /   |

### Kompilace
- 2000 – Pastor Troy for President
- 2004 – I Am American
- 2010 – The Best of Pastor Troy Vol.1
- 2010 – The Best of Pastor Troy Vol.2

### Alba s D.S.G.B.
- 2001: The Last Supper
- 2003: Til Death Do Us Part
- 2010: The Return Of Cut 3

### Kolaborující Alba
- 2000: Book I (s The Congregation)
- 2006: Atlanta 2 Memphis (s Criminal Manne)
- 2008: A.T.L. 2 (A-Town Legends 2) (s Lumberjacks)

### Mixtape
- 2001: A Thin Line Between The Playaz And The Hataz
- 2002: Revelations
- 2005: Hood Hustlin': The Mix Tape, Vol. 1 (s Nino)
- 2005: Hood Hustlin': The Mix Tape, Vol. 2 (s Nino)
- 2006: Down South Hood Hustlin (s Nino)
- 2009: Still No Play In Georgia (Best Of)
- 2009: Ready for War (Mixes)

### Singly
| Rok  | Song                                               | Album                  |
| ---- | -------------------------------------------------- | ---------------------- |
| 2001 | „This Tha City“                                    | Face Off               |
| 2002 | „Vice Versa“ (featuring Peter The Disciple)        | Universal Soldier      |
| 2002 | „Are We Cuttin“ (featuring Ms. Jade)               | Universal Soldier      |
| 2003 | „You Can't Pimp Me“ (featuring Peter The Disciple) | Universal Soldier      |
| 2004 | „Ridin' Big“                                       | By Any Means Necessary |
| 2007 | „Saddam“                                           | Tool Muziq             |
| 2008 | „Heaven“                                           | A-Town Legend          |

### Singly s D.S.G.B.
| Year | Song                                     | Album                 |
| ---- | ---------------------------------------- | --------------------- |
| 2001 | „The Last Supper“                        | The Last Supper       |
| 2003 | „D.S.G.B./Make Em' Get That Money Right“ | 'Til Death Do Us Part |

### Featuringy
- 2000: „Big Mouth, Big Talk“ – Hypnotize Camp Posse feat. Pastor Troy
- 2000: „War Face“ – Baddazis feat. Pastor Troy & Muffie
- 2000: „Get Off Me“ – Ludacris feat. Pastor Troy
- 2000: „Do It“ – Rasheeda feat. Pastor Troy, Quebo Gold & Re Re
- 2002: „ATL Hoe“ – Baby D feat. Lil Jon, Archie Eversole & Pastor Troy
- 2002: „Throw It Up“ – Lil Jon & The East Side Boyz feat. Pastor Troy
- 2002: „ATL Eternally“ – Ying Yang Twins feat. Lil Jon & Pastor Troy
- 2003: „Fuck Em“ – David Banner feat. Pastor Troy
- 2003: „Teacher's Pet“ – T-Rock feat. Pastor Troy
- 2004: „We Ain't Playin'“ – Lil Flip feat. Pastor Troy, Baby D, Killer Mike & Shawty Beezlee
- 2004: „Ride & Smoke“ – Xzibit feat. Pastor Troy
- 2004: „Get Some Crunk In Yo System“ – Trillville feat. Pastor Troy
- 2005: „Take It Outside“ – Jody Breeze feat. Lil Jon & Pastor Troy
- 2005: „Southern Takeover“ – Chamillionaire feat. Pastor Troy & Killer Mike
- 2006: „Tilt Ya Hat“ – G-Dinero feat. Pastor Troy & Tomeka
- 2006: „Make Me Know It Then“ – B.A. Boys feat. Pastor Troy
- 2006: „Say Say Lil Fine Ass“ – Joi feat. Pastor Troy, Bun B & Trauma Black
- 2007: „And I Love You“ – Rich Boy feat. Pastor Troy & Big Boi
- 2007: „My Posse“ – Prophet Posse (Scarfo, Koopsta Knicca, Blackout, MC-Mack) feat. Pastor Troy & Yo Gotti
- 2008: „Keep It 100“ – Yung Envy feat. Pastor Troy
- 2008: „Put Em Up“ – Baby D feat. Sean P & Pastor Troy
- 2008: „Power Up“ – 100 Grand feat. Pastor Troy & C.P.
- 2008: „Break The Rules“ – Prophet Posse (Scarfo, Scan Man, K-Rock & Indo G) feat. Pastor Troy
- 2009: „Throw It Up Part 2“ – Lil Jon feat. Pastor Troy [Produced by Drumma Boy]
- 2009: „Dreads Hang“ – Sho feat. Pastor Troy [Produced by Shawty Redd]
- 2009: „Pussy Poppin'“ – Juney Boomdata feat. Project Pat & Pastor Troy
- 2009: „17.5“ – Gucci Mane feat. Shawty Lo & Pastor Troy

## Produkce

### Pastor Troy
- Book I:

"Havin' A Bad Day"
- Face Off:

"This Tha City"

"My Niggaz Is The Grind"

"Move To Mars"

"Throw Your Flags Up"
"No Mo Play In GA"

"Eternal Yard Dash" with Big Toombs

"Oh Father"
- Universal Soldier:

"Universal Soldier"

"Bless America"
- Face Off (Part II):

"WWW (Who, Want, War)"

"Where Them Niggaz At"

"Respect Game"
- Tool Muziq:

"I'm Down"

### D.S.G.B.
- The Last Supper:

"We Dem Georgia Boyz"

"My Folks"

"Brang Ya Army"

"Above The Law II"

"Southside"

"Repent"
- Til Death Do Us Part:

"I'm Outside Ho"

"Sittin' On Thangs"